# Imigração italiana em Minas Gerais

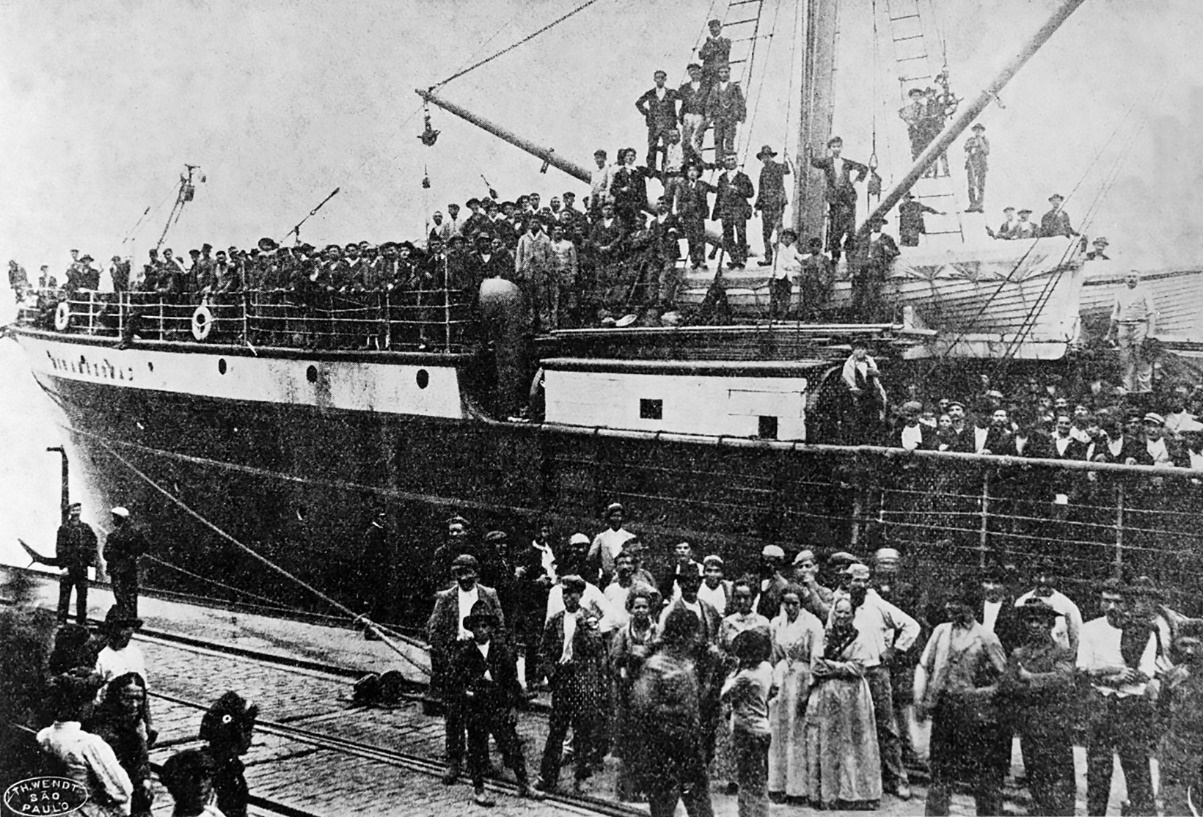
Navio com italianos no Porto de Santos (1907).

A imigração italiana em Minas Gerais foi o movimento migratório ocorrido entre o final do século XIX e as primeiras décadas do século XX de italianos para o estado brasileiro de Minas Gerais. O estado foi um dos maiores receptores de imigrantes italianos no Brasil. Apenas São Paulo e Rio Grande do Sul receberam quantidades maiores.
No final do século XIX, a situação econômica na Itália não estava favorável, havendo o declínio das atividades agrícolas e industriais, e milhares de italianos passaram a migrar para outros países, inclusive para o Brasil. Com base nos registros existentes na Hospedaria Horta Barbosa de Juiz de Fora, 68.474 imigrantes italianos entraram em Minas Gerais, entre 1888 e 1901. Para o período de 1872 a 1930, foram 77.483. Eles eram predominantemente do Norte da Itália. Cerca de 80% deles foram trabalhar nas fazendas de café da Zona da Mata e um terço desse total teria se estabelecido no Sul de Minas.
A imigração italiana foi largamente subsidiada pelo governo mineiro, que pagava a passagem de navio dos imigrantes, com vistas a aumentar os braços nas lavouras de café. No final do século XIX, a economia mineira era dependente da exportação desse produto. Essa imigração estava inserida num contexto de substituição da mão de obra escrava pela força de trabalho assalariada. Contudo, Minas Gerais tinha a maior população do Brasil, de modo que havia grande disponibilidade de mão de obra brasileira que pôde ser atraída para substituir os escravos libertos. Em consequência, uma imigração europeia em larga escala não foi necessária, como foi em São Paulo.
Os imigrantes italianos inseriram-se na sociedade mineira predominantemente como mão de obra destinada à atividade cafeeira. Contudo, ao longo do tempo, sua participação foi se ampliando para outras atividades, sobretudo no meio urbano, onde participaram ativamente do desenvolvimento do comércio, das indústrias e doutros misteres. A assimilação dos italianos em Minas Gerais foi rápida e pacífica. Nesse estado, não se formaram comunidades italianas fechadas, e os imigrantes se dispersaram por um extenso território, onde eles eram minoria no então mais populoso estado brasileiro.

## Histórico
| População nascida na Itália em Minas Gerais                  | População nascida na Itália em Minas Gerais |
| ------------------------------------------------------------ | ------------------------------------------- |
| Ano                                                          | Italianos                                   |
| 1872                                                         | 145b                                        |
| 1896                                                         | 25.000a                                     |
| 1900                                                         | 55.000a                                     |
| 1910                                                         | 50.000a                                     |
| 1920                                                         | 42.943b                                     |
| 1940                                                         | 18.819b                                     |
| 1950                                                         | 11.704b                                     |
| 1970                                                         | 5.227b                                      |
| ↑a Para 1896, 1900 e 1910, são estimativas.                  |                                             |
| ↑b Para 1872, 1920, 1940, 1950 e 1970, são dados dos censos. |                                             |

A imigração italiana para Minas Gerais, a partir de finais do século XIX, está intimamente ligada ao fim do tráfico negreiro (Lei Eusébio de Queirós, de  1850) e à abolição da escravatura (Lei Áurea, de 1888). Desde meados do século XIX, com a proibição da entrada de novos africanos escravizados, a carência de mão de obra que passou a se instalar no País fomentou o incentivo à vinda de um número cada vez maior de imigrantes europeus. 
A Itália passava por grandes dificuldades sociais: miséria e  desemprego, um processo industrial que acarretou na marginalização do trabalho e, sobretudo, crise no campo pela superpopulação e falta de terras. Logo após a Unificação Italiana de 1871, o país entrou em um grandioso processo migratório. Segundo o IBGE:
"No caso específico da Itália, depois de um longo período de mais de 20 anos de lutas para a unificação do país, sua população, particularmente a rural e mais pobre, tinha dificuldade de sobreviver quer nas pequenas propriedades que possuía ou onde simplesmente trabalhava, quer nas cidades, para onde se deslocava em busca de trabalho.

Nessas condições, portanto, a emigração era não só estimulada pelo governo italiano, como era, também, uma solução de sobrevivência para as famílias. Assim, é possível entender a saída de cerca de 7 milhões de italianos no período compreendido entre 1860 e 1920".
Entre 1880 e 1969, cerca de 1,5 milhão de italianos imigraram para o Brasil. Em torno de 70% deles foram para o estado de São Paulo. Até 1902, predominou a imigração subsidiada, oriunda do Norte da Itália, em que o governo brasileiro pagava a passagem de navio dos imigrantes, destinando-os sobretudo para os núcleos coloniais (onde eram convertidos em pequenos proprietários rurais) ou para as fazendas de café (onde substituíam a mão de obra escrava). Contudo, em 1902, o governo italiano editou o Decreto Prinetti, que proibiu a imigração subsidiada para o Brasil, em decorrência das notícias, cada vez mais frequentes, de que imigrantes italianos estavam sendo submetidos a condições de semi-escravidão nas fazendas de café brasileiras. A partir de então, os italianos que quisessem imigrar para o Brasil teriam que pagar por suas próprias passagens de navio. A imigração não terminou, mas diminuiu consideravelmente. Também passou a predominar a imigração oriunda do Sul da Itália e com grande parte indo para os centros urbanos.
Os italianos foram o principal grupo de imigrantes a entrar no Brasil no final do século XIX. Segundo uma estimativa, no ano de 1900 viviam no Brasil 540 mil italianos, ou seja, 3,1% da população do País era nascida na Itália. Para o ano de 1902, o número de italianos teria saltado para 600 mil. O censo nacional de 1920 contabilizou 558.405 italianos (52% dos estrangeiros no Brasil, 71% concentrados no estado de São Paulo). O censo não contabilizou os filhos, netos e descendentes de italianos, pois qualquer pessoa nascida no Brasil era contada como brasileiro, independente de ser filho de estrangeiros. O censo de 1940 inovou ao perguntar aos brasileiros se eles eram filhos de estrangeiros. Neste censo, 1.260.931 brasileiros disseram ser filhos de pai italiano, enquanto que 1.069.862 disseram ser filhos de mãe italiana. Mas estes dados se mostram limitados, pois os netos, bisnetos e outros descendentes de estrangeiros não tiveram a sua origem familiar indagada, apenas os filhos.
| Entrada de italianos no Brasil, entre 1884 e 1959. | Entrada de italianos no Brasil, entre 1884 e 1959. | Entrada de italianos no Brasil, entre 1884 e 1959. | Entrada de italianos no Brasil, entre 1884 e 1959. | Entrada de italianos no Brasil, entre 1884 e 1959. | Entrada de italianos no Brasil, entre 1884 e 1959. | Entrada de italianos no Brasil, entre 1884 e 1959. | Entrada de italianos no Brasil, entre 1884 e 1959. | Entrada de italianos no Brasil, entre 1884 e 1959. | Entrada de italianos no Brasil, entre 1884 e 1959. | Entrada de italianos no Brasil, entre 1884 e 1959. | Entrada de italianos no Brasil, entre 1884 e 1959. |
| -------------------------------------------------- | -------------------------------------------------- | -------------------------------------------------- | -------------------------------------------------- | -------------------------------------------------- | -------------------------------------------------- | -------------------------------------------------- | -------------------------------------------------- | -------------------------------------------------- | -------------------------------------------------- | -------------------------------------------------- | -------------------------------------------------- |
| Período                                            | 1884-1893                                          | 1894-1903                                          | 1904-1913                                          | 1914-1923                                          | 1924-1933                                          | 1934-1944                                          | 1945-1949                                          | 1950-1954                                          | 1955-1959                                          | Total                                              |                                                    |
| Quantidade                                         | 510.533                                            | 537.784                                            | 196.521                                            | 86.320                                             | 70.177                                             | N/D                                                | 15.312                                             | 59.785                                             | 31.263                                             | 1.507.695                                          |                                                    |

## Italianos em Minas Gerais

### Antecedentes

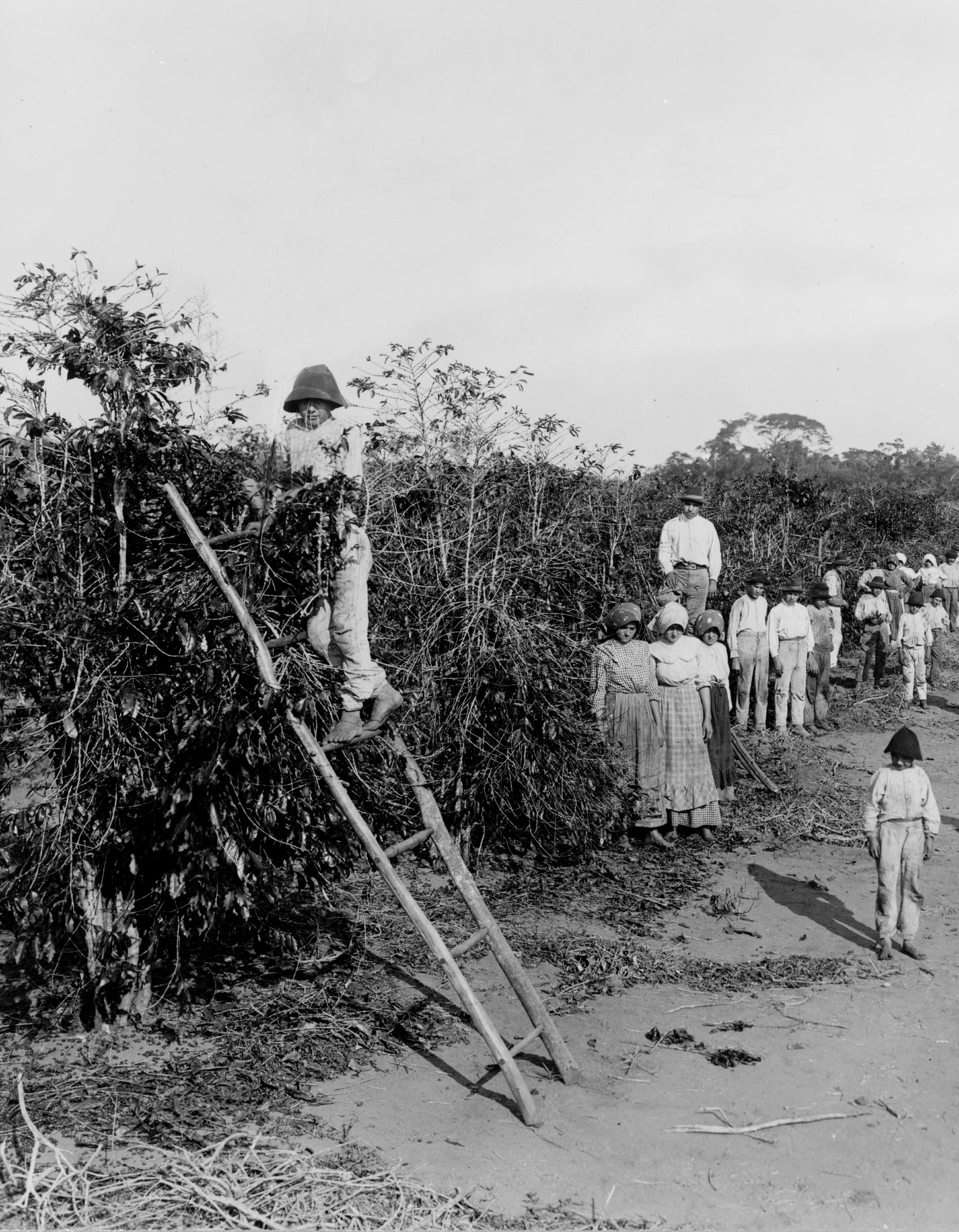
Imigrantes italianos numa plantação de café brasileira, no início do século XX.

A produção de café ajudou a recuperar as finanças públicas mineiras, que estavam em declínio desde o fim do ciclo do ouro. Em 1818/19, o café representava somente 3% das exportações mineiras. Na década de 1850, já era o principal produto da exportação, e o imposto proveniente de café representava 49% do total exportado. No quinquênio 1885/89, esse percentual de imposto subiu para 80%. Minas Gerais tornou-se o segundo maior produtor de café do país na última década do Império até 1930. No século XIX, a mão de obra nas lavouras de café estava fortemente baseada na escravidão. Porém, na segunda metade do século, a escravidão entrou num gradual processo de declínio. Em 1850, o Parlamento brasileiro aboliu o tráfico negreiro, pela Lei Eusébio de Queirós. Em 1871, foi aprovada a Lei do Ventre Livre, que concedia alforria às crianças nascidas de mulheres escravizadas; em 1880, foi aprovada a Lei dos Sexagenários, garantindo liberdade aos escravos com 60 anos de idade ou mais e, finalmente, em 1888, foi aprovada a Lei Áurea, que aboliu definitivamente a escravidão em território brasileiro.
Com a abolição da escravatura, ocorreu um grande êxodo dos ex-escravos. Na maior parte das fazendas, os ex-escravos recusavam-se a continuar desempenhando o antigo trabalho. Segundo Emília Viotti da Costa, para os libertos, a liberdade consistia "antes de mais nada, no direito de ir embora, de se deslocar livremente, de abandonar a lavoura, de trabalhar onde, como e quando quisessem". A província e o posterior estado de Minas Gerais tinham a maior população do Brasil e, supostamente, teriam mão de obra suficiente para substituir os ex-escravos. Com o fim da escravidão, os cafeicultores não podiam mais obrigar as pessoas a trabalharem para eles; teriam que oferecer condições minimamente vantajosas para atrair trabalhadores livres. Porém, as condições de trabalho nas fazendas de café, no geral, eram péssimas: trabalhava-se muito e ganhava-se pouco, e às vezes se era mal tratado pelo fazendeiro ou pelos seus capangas. Resquícios da escravidão continuavam existindo. As condições nas fazendas de café de Minas eram ainda piores que as de São Paulo, pois esse estado pelo menos tinha salários melhores, bem como garantias através de contratos de locação de serviço, de empreitada ou de parceria. O trabalhador em Minas, por sua vez, encontrava-se em situação crítica. 
Ao contrário do que sucedeu em São Paulo, onde o imigrante, após 1886, foi a principal força de trabalho na lavoura de café, em Minas Gerais quem sustentou a produção cafeeira foi o trabalhador brasileiro, apesar de tachado de "vadio" e "preguiçoso", pelos fazendeiros. A "instabilidade" atribuída ao trabalhador brasileiro, porém, não era maior que a verificada no trabalhador europeu. Prova disso é que, em São Paulo, o comportamento do trabalhador europeu também gerou crises gerais na lavoura. O europeu também se mostrava resistente a se submeter às péssimas condições de trabalho oferecidas pelos cafeicultores. Porém, o trabalhador europeu, com um nível cultural mais elevado que o brasileiro, reagia por meio de greves e de outras manifestações, além de poder contar com a ajuda do Consulado. Já para o trabalhador brasileiro, a única forma de defesa consistia em abandonar a fazenda e ir para outra. O problema, então, não estava no "trabalhador brasileiro", mas nas péssimas condições de trabalho oferecidas.

### A imigração subsidiada para a agricultura
No século XIX, a imigração subsidiada (em que o governo brasileiro pagava a passagem de navio dos imigrantes) teve duas vertentes: a primeira consistia em assentar famílias de camponeses europeus nos chamados núcleos coloniais, onde eles eram convertidos em pequenos proprietários rurais, e a segunda consistia em aumentar os braços nas lavouras de café,  para enfrentar o problema colocado pelo processo de transição do trabalho escravo para o assalariado. 
Dentre os motivos para o governo mineiro ter incentivado a imigração, sobretudo italiana, estão:
- Embora Minas Gerais tivesse a maior população livre do Brasil, que poderia, em tese, suprir a carência de mão de obra com o processo de abolição da escravatura, a população mineira era relativamente rarefeita. Em consequência, muitos trabalhadores livres podiam contar com terras relativamente fartas para desenvolver uma agricultura de subsistência, sem precisarem trabalhar para os grandes fazendeiros para sobreviver.[17] [18]
- Na cultura brasileira, o trabalho manual era desprezado e visto como "trabalho de escravo". Muitos brasileiros livres ou ex-escravos se recusavam a trabalhar como assalariados nas fazendas de café, pois isso implicava numa desqualificação social. Subsidiar a passagem de imigrantes que já saíam da Itália comprometidos a trabalharem nas fazendas de café atenuava esse cenário.[19][20][13] [21]
- O governo mineiro via a imigração não somente como uma solução para o problema da mão de obra no café, mas também como meio de desenvolver a agricultura local, em função do desconhecimento ou da resistência dos brasileiros em utilizar técnicas mais eficientes de exploração da terra. De fato, muitos dos imigrantes italianos em Minas Gerais eram agricultores do Norte da Itália  com grande experiência na gestão da terra, um recurso estratégico que ajudou a modernizar a economia mineira. [22][11]
- O vizinho estado de São Paulo estava enriquecendo graças à exportação de café, a partir de 1886, em grande parte com base na mão de obra italiana. O governo mineiro, então, tentou seguir o mesmo caminho.[14]
- Além dos fatores econômicos, a imigração europeia também estava inserida num contexto de "branqueamento" da sociedade brasileira, defendido por intelectuais e membros da classe política da época, que viam a composição étnica do país como um dos motivos do atraso brasileiro. [23]

Contudo, foram vários os fatores que limitaram a imigração para Minas Gerais, dentre os quais podemos citar:
- O governo mineiro não tinha os mesmos recursos financeiros para subsidiar as passagens de navios dos imigrantes, como tinha o governo paulista. A imigração subsidiada em Minas durou em torno de somente dez anos, de 1888 a 1898. Nesse último ano, devido à crise financeira, o governo mineiro praticamente cessou a imigração subsidiada. [14][11]
- Até 1893, o estado de Minas bancava a passagem dos imigrantes de navio, mas após a chegada ao Brasil eles tinham que reembolsar dois terços da passagem e os próprios fazendeiros eram movidos a contribuir. Em contraste, o estado de São Paulo bancava o valor integral. Somente a partir de 1894 é que Minas passou a bancar o valor integral, o que coincidiu com o grande aumento na chegada de italianos ao estado, mas essa subvenção foi abandonada em 1898, devido à crise financeira. [2]
- Em São Paulo, o café se expandia a oeste, onde a mão de obra imigrante livre, predominantemente italiana, foi introduzida. Em Minas Gerais, não havia uma fronteira agrícola em expansão. [24]
- Minas Gerais tinha um grande contingente populacional, o que facilitou a substituição da mão de obra escrava pela mão de obra local disponível, composta por homens livres e por ex-escravos, sem haver a necessidade de atrair um número enorme de imigrantes, ao contrário do que sucedeu em São Paulo, que tinha uma população menor. Se é verdade que em meados do século XIX houve uma carência de mão de obra em Minas, pois grande parte da população mineira estava concentrada na agricultura familiar de subsistência, à medida que essa agricultura familiar já não era suficiente para o sustento e que suas terras passaram a ser expropriadas, esses trabalhadores livres tiveram, então, que ir trabalhar para os grandes fazendeiros. O que preocupava os cafeicultores mineiros não era a falta de mão de obra, mas a pouca estabilidade do homem brasileiro, que tendia a não ficar trabalhando na mesma fazenda por muito tempo, o que gerava incertezas quanto à disponibilidade da mão de obra nacional.[24][18][25]
- Os fazendeiros de Minas, ao contrário dos de São Paulo, não se entusiasmaram com a ideia de importar trabalhadores europeus.[14][24]
- A política imigratória em Minas foi bastante descentralizada, delegando às Câmaras Municipais a iniciativa de promover a imigração. Poucas se interessaram.[14]
- Nas fazendas de café de Minas, predominou o sistema de "meação", que era menos vantajoso economicamente para os imigrantes que os sistemas de "locação de serviços" e de "colonato", que predominaram em São Paulo. Portanto, era mais vantajoso imigrar para São Paulo do que para Minas e, inclusive, muitos imigrantes abandonavam Minas e deslocavam-se para o estado vizinho.[26][24]
- Durante a República Velha, a economia mineira era pouco dinâmica, tendo o café como único produto valorizado pelo poder público. Havia poucas oportunidades de trabalho em outras áreas, tornando o estado pouco atrativo para os imigrantes. Embora fosse o estado mais populoso do país, em 1907, das 2.938 indústrias existentes no Brasil, 17% estavam em Minas, índice que piorou em 1920: das 13.336 indústrias, somente 9,3% estavam em Minas, atrás de São Paulo (31%), Rio Grande do Sul (13%) e Distrito Federal (Rio de Janeiro) (12%).[14]

### O imigrante ideal
Em 1892, visando conhecer a realidade da lavoura, o governo mineiro enviou uma circular às Câmaras Municipais, aos conselhos distritais e a diversos proprietários. A circular contava com questões sobre vários aspectos da economia mineira. Na pergunta sobre a nacionalidade de trabalhadores que preferiam, a que recebeu mais votos foi a chinesa. Os chineses possuíam ótima fama como trabalhadores e eram menos exigentes nos seus direitos, sendo bem mais submissos que os europeus, estes já bastante esclarecidos e, consequentemente, reivindicadores. Embora fosse quase consenso que o chinês não era o melhor elemento a ser trazido para o país, ele era o preferido pois se via nele um elemento de fácil submissão, o que representava uma tentativa na perpetuação do sistema escravista. Em 1894, a Câmara Municipal de São João Nepomuceno chegou a conseguir do estado subsídios para a vinda de imigrantes chineses. Porém, o governo brasileiro dificultava a sua entrada no país, vez que apenas imigrantes europeus tinham direito à passagem subsidiada. Por fim, as dificuldades nas relações diplomáticas entre o Brasil e a China e o rompimento da guerra contra o Japão sepultaram as tentativas de atração do elemento chinês.
A segunda nacionalidade mais bem quista na pesquisa foi a portuguesa. Em 1896, uma Agência Fiscal, subordinada à Superintendência, foi instalada em Lisboa, encarregada de fazer propaganda e atrair imigrantes portugueses para Minas Gerais. Porém, o governo português dificultou a atuação da Agência, que não conseguia baixar os preços das passagens de navio. Em consequência, foi inexpressiva a imigração portuguesa para Minas neste período. A terceira nacionalidade mais bem quista foi a brasileira. Nota-se que, para o mineiro, apenas chineses e portugueses eram mais bem quistos que os brasileiros, não havendo no estado uma predileção nítida pelo imigrante europeu em geral. Os espanhóis, apesar de terem sido o segundo grupo em importância numérica em Minas no contexto da imigração subsidiada, depois dos italianos, também nunca chegaram em grandes quantidades. O proprietário mineiro não tinha nenhum interesse no imigrante espanhol, pois este era considerado demasiadamente agressivo e exigente.
Em 1896, a Superintendência entrou em contato com o cônsul-geral do Brasil em Estocolmo, visando atrair imigrantes da Suécia. Porém, as leis suecas impunham pesados ônus sobre agentes de emigração e o projeto foi abandonado. Em 1897, a título de experiência, Minas trouxe 173 imigrantes da Áustria. Porém, os austríacos eram exigentes demais, rejeitando o trabalho assalariado na lavoura de café e exigindo a colocação em núcleos coloniais. Em consequência, a Superintendência suspendeu a imigração desse país.
A imigração alemã, por outro lado, era aceita e vista com bons olhos pelos mineiros. Porém, a legislação alemã era muito rigorosa e não admitia propaganda aberta à favor da emigração em seu território. Isso prejudicava qualquer tentativa de atração de imigrantes da Alemanha.
Em consequência, o único grupo que imigrou em massa para Minas no último quartel do século XIX foi o italiano. Este se adaptava relativamente bem aos costumes do Brasil, era considerado excelente trabalhador, acostumando-se com certa facilidade ao sistema de parceria ou meação. Influenciada por São Paulo, onde a mão de obra na lavoura, quase que exclusivamente da Itália, dava bons frutos, recaiu também sobre o italiano a escolha de Minas Gerais, principalmente sobre o imigrante do Norte da Itália.

## Imigração pouco estimulada
A imigração para Minas Gerais não foi tão grande como para outros estados brasileiros. O problema da mão de obra no século XIX, que afetou outras províncias, não foi tão grave em Minas. Isso porque contava com a maior população escrava do Brasil e, com a decadência da mineração, a mão de obra cativa foi desviada para a agricultura, principalmente para a lavoura cafeeira da Zona da Mata. Foram raros os fazendeiros mineiros que imitaram o exemplo de São Paulo e atraíram trabalhadores livres estrangeiros para as suas propriedades. Enquanto São Paulo investia na introdução de imigrantes, em Minas predominou o escravo, com grande concentração nas áreas cafeeiras. Na época da Abolição da Escravatura, quando as fazendas de café de São Paulo já estavam cheias de imigrantes, em Minas ainda se apostava no trabalho escravo e o uso da mão de obra cativa continuou por alguns anos, mesmo após a abolição. Havia um desinteresse tanto do governo mineiro como dos proprietários de terra na atração de imigrantes. O apego à propriedade por parte dos políticos, em geral senhores de terras, era um dos obstáculos ao crescimento econômico do estado.
Os fazendeiros de Minas, ao contrário dos de São Paulo, não se entusiasmaram com a ideia de importar trabalhadores europeus, por diversos fatores. Primeiramente, porque Minas Gerais contava com abundância de mão de obra (tinha a maior população do Brasil no século XIX) e também porque os fazendeiros mineiros ganhavam menos que os paulistas, o que provocou inclusive uma evasão deles para o estado vizinho. Embora Minas contasse com grandes áreas de terras devolutas, o governo nada fazia para ocupá-las. Pelo contrário, as oferecia aos políticos como moeda política, formando grandes latifúndios, principalmente nas áreas mais férteis onde se desenvolveram as plantações de café. Assim, nem os imigrantes nem os nacionais tinham facilidade de acesso à terra, embora os poucos núcleos coloniais que se desenvolveram no estado privilegiavam os estrangeiros.
Até o ano de 1892, Minas investiu nos núcleos coloniais. Pouquíssimos prosperaram, onde havia colonos alemães, italianos e portugueses. Poucos imigrantes chegavam ao estado nesse período. Porém, de 1892 a 1907, o estado investiu pesado fazendo propaganda, sobretudo na Itália e depois em Portugal, visando trazer imigrantes para as lavouras de café e essa foi a época em que mais entraram imigrantes. Com a crise cafeeira, de 1907 a 1930, o crescimento imigratório em Minas se deveu quase que exclusivamente aos núcleos coloniais, mas foram poucos os estrangeiros que continuaram a chegar nesse período.
Em Minas Gerais, os imigrantes se concentraram em apenas três regiões específicas: em Belo Horizonte, que havia sido recentemente inaugurada; no Sul de Minas e na Zona da Mata, regiões que concentravam as plantações de café e possuíam também alguns núcleos coloniais. Assim, os estrangeiros, trabalhando como assalariado ou colono, tiveram algum significado no meio rural de Minas. Por outro lado, seu papel foi insignificante para o processo de industrialização. De acordo com o censo de 1920, cerca de 68% das indústrias em São Paulo pertenciam a estrangeiros, enquanto que em Minas eram somente 7%.
Embora Minas Gerais tenha criado inúmeras leis que incentivavam a imigração, elas apenas ficavam no papel, pois o governo pouco fazia para colocá-las em prática. Assim, a imigração foi tímida no estado. Entre 1894 e 1907, a Hospedaria Horta Barbosa registrou a entrada de 52.582 imigrantes em Minas, o auge da imigração no estado. Em comparação, de 1890 a 1899, entraram no estado de São Paulo 735.076 imigrantes. Apesar disso, Minas Gerais se posicionou entre os três estados que mais receberam italianos no Brasil. São Paulo foi, de longe, o estado que mais atraiu italianos, mais de 70% do total, recebendo doze vezes mais italianos que o segundo lugar, o Rio Grande do Sul. Minas Gerais apareceu em terceiro, a frente de Santa Catarina, Espírito Santo e Paraná.
| Entrada de italianos em Minas Gerais, entre 1894 e 1901. | Entrada de italianos em Minas Gerais, entre 1894 e 1901. | Entrada de italianos em Minas Gerais, entre 1894 e 1901. | Entrada de italianos em Minas Gerais, entre 1894 e 1901. | Entrada de italianos em Minas Gerais, entre 1894 e 1901. | Entrada de italianos em Minas Gerais, entre 1894 e 1901. | Entrada de italianos em Minas Gerais, entre 1894 e 1901. | Entrada de italianos em Minas Gerais, entre 1894 e 1901. | Entrada de italianos em Minas Gerais, entre 1894 e 1901. | Entrada de italianos em Minas Gerais, entre 1894 e 1901. |
| 1894                                                     | 1895                                                     | 1896                                                     | 1897                                                     | 1898                                                     | 1899                                                     | 1900                                                     | 1901                                                     | Total                                                    |                                                          |
| -------------------------------------------------------- | -------------------------------------------------------- | -------------------------------------------------------- | -------------------------------------------------------- | -------------------------------------------------------- | -------------------------------------------------------- | -------------------------------------------------------- | -------------------------------------------------------- | -------------------------------------------------------- | -------------------------------------------------------- |
| 4.410                                                    | 6.422                                                    | 18.999                                                   | 17.303                                                   | 2.111                                                    | 650                                                      | 21                                                       | 41                                                       | 49.957                                                   |                                                          |

Não se sabe exatamente quantos italianos imigraram para Minas Gerais. Com base nos registros existentes na Hospedaria Horta Barbosa de Juiz de Fora, 68.474 imigrantes italianos entraram no estado, entre 1888 e 1901. Para o período de 1872 a 1930, esse número sobe para 77.483, uma quantidade próxima ao contingente recebido pelo Rio Grande do Sul. Porém, nem todos os italianos que imigraram para Minas ali permaneceram, pois muitos retornaram para a Itália ou migraram para outros estados brasileiros. Contudo, do mesmo modo que muitos saíam, também muitos outros entravam, porquanto Minas também recebeu muitos italianos vindos do Espírito Santo, do Rio de Janeiro, de São Paulo e de outras áreas, atraídos pela produção cafeeira e pela expansão da fronteira agrícola interna, bem como pelas oportunidades geradas pela construção da nova Capital, pela expansão da rede ferroviária e pelas cidades médias do interior.
O censo de 1920 mostrou que Minas Gerais tinha a terceira maior população italiana do Brasil, atrás somente de São Paulo e do Rio Grande do Sul:
| População nascida na Itália no Brasil, por estados, no censo de 1920. | População nascida na Itália no Brasil, por estados, no censo de 1920. |
| --------------------------------------------------------------------- | --------------------------------------------------------------------- |
| Estado                                                                | Italianos                                                             |
| São Paulo                                                             | 398.797                                                               |
| Rio Grande do Sul                                                     | 49.136                                                                |
| Minas Gerais                                                          | 42.943                                                                |
| Distrito Federal e Rio de Janeiro                                     | 31.929                                                                |
| Espírito Santo                                                        | 12.553                                                                |
| Paraná                                                                | 9.046                                                                 |
| Santa Catarina                                                        | 8.062                                                                 |
| Outros estados                                                        | 5.939                                                                 |
| Total no Brasil                                                       | 558.405                                                               |

### Os contratos
Oficialmente, a imigração subvencionada em Minas teve início em 1867 e durou até 1879. Em decorrência dos pífios resultados, foi abandonada e retomada na década de 1880 com a edição de várias leis e regulamentos. Para isso foi criado o Serviço de Imigração e Colonização, foi construída a Hospedaria de Imigrantes em Juiz de Fora e foi expedido o Regulamento 108, que criava a Inspetoria-Geral de Imigração em Juiz de Fora e estabelecia normas para o funcionamento da hospedaria e para a criação de núcleos coloniais.
No dia 25 de maio de 1888, o governo mineiro firmou um contrato com a Associação Promotora de Imigração, sociedade particular formada por cafeicultores e empresários industriais da Zona da Mata, que se comprometia a trazer 30 mil imigrantes para Minas. Ficou acertado que a Associação traria, no primeiro ano (1888), oito mil imigrantes e, nos anos subsequentes (1889 e 1890), outros vinte e dois mil. Ademais, a Lei Provincial nº 3598, de 29 de agosto de 1888, autorizou a celebração de um contrato com Joaquim Machado Fagundes de Mello e Manoel Caetano de S. Lara para que trouxessem 25 mil imigrantes. A vinda de tantos imigrantes nesse curto período de tempo levou o estado a edificar a Hospedaria Horta Barbosa no município de Juiz de Fora, que servia para hospedar os imigrantes em trânsito.
Os imigrantes dificilmente vinham espontaneamente para o estado, daí a necessidade da imigração subvencionada. Como exemplo, no ano de 1895 entraram 6.631 imigrantes, dos quais 6.376 foram subvencionados, ou seja, tiveram sua passagem de navio paga pelo governo. A predominância dos italianos já preocupava o governo, que pedia uma maior diversificação das nacionalidades. Os italianos que se dispunham a imigrar para Minas tinham que responder a uma relação de declarações, que visavam comprovar se tinham realmente a intenção de serem agricultores, o alvo da política imigratória. O governo preocupava-se em manter o imigrante no estado, evitando que ele fosse seduzido a ir para outros lugares, como denúncias mostravam que estava acontecendo na própria Hospedaria. O estado estava gastando dinheiro subsidiando a passagem dos imigrantes e queria algo em troca. Portanto, preocupava-se em encaminhar o imigrante para uma ocupação, caso contrário ele apenas serveria para engrossar a população de pobres nas vilas e cidades.
O que as autoridades mineiras temiam era gastar dinheiro trazendo imigrantes que acabariam se entregando à mendicância. Em setembro de 1897, o Jornal do Comércio relatou um fato que ilustrava esse temor: a polícia foi chamada após uma briga de mendigos italianos causada pela divisão da esmola. A polícia deparou-se com quarenta homens, mulheres e crianças italianos que dividiam a mesma casa, na cidade de Juiz de Fora. Segundo a matéria publicada, "Os italianos moravam em uma pequena casa onde não fora encontrado nenhum alimento, sem higiene, imunda, estando os mesmos indivíduos igualmente imundos, maltrapilhos". Para levar os italianos à delegacia, o subdelegado prometeu dar pão a todos, o que realmente fez. Essa cena degradante contrastava com outro relato do mesmo jornal, do mês de junho, reproduzindo nota publicada no Jornal do Brasil referente ao embarque de 25 famílias de italianos (105 pessoas) destinadas à fazenda América:
"Vimos gente bela e forte, verdadeiros colonos, em sua maioria da província de Ferrara, onde a agricultura está mais adiantada, e os camponeses são sóbrios e robustos. (...) Esta é a terceira leva de imigrantes para ali destinados e onde os colonos gozam de boa saúde e já acumulam fortuna. É esta a verdadeira colonização, pois que o colono antes de chegar ao nosso país já está localizado."
Esses dois relatos tão diferentes mostram a diversidade das situações vividas pelos imigrantes italianos em Minas Gerais.

### A Superintendência

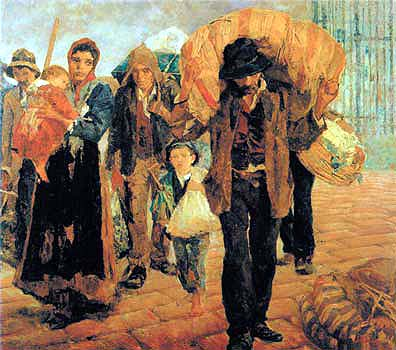
Os emigrantes, por Antonio Rocco (1910).

O decreto nº 612, de 6 de março de 1893, regulamentou a Lei nº 32. Representou um grande avanço na política imigratória mineira, vez que mudou sua estrutura administrativa. A partir desse momento, o aliciamento de imigrantes deixou de ser feito por meio de contratos no Brasil e passou-se a recrutá-los diretamente na Europa. Para esse fim, foi criada a Superintendência de Imigração na Europa. Minas Gerais foi o primeiro estado-membro a estabelecer no exterior uma repartição de tamanha importância.
A Superintendência não era apenas um comissariado de imigração, mas também uma agência geral que intermediava relações comerciais e industriais entre Minas e a Europa. A sede da Superintendência foi fixada, inicialmente, em Gênova, pois já era da Itália de onde partia o principal fluxo migratório para Minas.
A preocupação inicial da Superintendência foi a seleção dos imigrantes. Antes, quando vigoravam os contratos com particulares, a seleção ficava à critério dos interesses das empresas contratantes. Como elas recebiam propina sobre o número de indivíduos que traziam, apenas se importavam com a quantidade e não com a boa qualidade dos imigrantes que mandavam para Minas. De maneira geral, as companhias de imigração dispunham de agentes e subagentes, todos italianos, que recebiam diretamente os pedidos dos que queriam vir. Eles eram responsáveis por providenciar a documentação e a papelada que garantissem o embarque. Embora houvesse agentes e subagentes honestos, a maioria, no entanto, apenas se importava com a quantidade de imigrantes, pois ganhavam provisão sobre cada imigrante que mandassem. A regra era que o imigrante mal conhecesse o país para onde ia ou que partisse iludido quanto ao ponto de destino que verdadeiramente preferia ou aceitando aparentemente o destino que lhe era oferecido. Visando mudar esse cenário, o governo mineiro tomou a iniciativa de instalar uma repartição pública na Europa.
A existência da Superintendência não foi fácil na Itália, devido sobretudo à burocracia. A lei italiana não permitia fazer as operações sem licença. Era necessário que o governo italiano reconhecesse os funcionários indicados pelo governo mineiro para atuarem no setor, assim como era exigido pagamento de pesados impostos proporcionais ao número de funcionários. A Superintendência não podia exercer diretamente as atividades de propaganda e seleção de imigrantes. Este papel era desempenhado exclusivamente por agentes e subagentes italianos, residentes no Reino.
Ademais, o setor intelectual da sociedade italiana era contrário à imigração. Escritores italianos pintavam com cores sombrias a imigração, sobretudo para o Brasil. A oposição também vinha da Igreja Católica. Se a emigração espontânea não era aceita, a artificial ou provocada era condenada.
A primeira medida tomada pela Superintendência foi esclarecer publicamente as vantagens de se imigrar para Minas Gerais. Isso se deu por meio de constantes publicações em periódicos italianos, mostrando as riquezas naturais, o clima ameno, as vantagens e proteções da lei aos estrangeiros que quisessem se fixar em Minas. A Superintendência passou a controlar e fiscalizar diretamente a emigração.
Novamente, a preocupação com a seleção do imigrante se tornava essencial. Assim que chegou a Gênova, David Campista, diretor da Superintendência, suspendeu toda e qualquer expedição de indivíduos solteiros, temeroso com a exportação de "elementos perigosos" para Minas Gerais. Era uma tentativa de impedir que indivíduos que a segurança pública italiana tentava afastar da pátria fossem mandados para Minas. Apesar de todo aparato para detectar os imigrantes suspeitos de serem criminosos ou subversivos (anarquistas, socialistas, ladrões profissionais etc) sua fiscalização não era fácil. Estes, assim que chegavam a Minas, tinham o hábito de mudar de nome, acarretando em transtornos para as autoridades brasileiras.
O primeiro grande benefício obtido pela Superintendência foi conseguir baixar o valor das passagens de navio. Por meio de um acordo com a companhia de imigração "La Veloce", o preço fixado foi o mais baixo em matéria de emigração para o Brasil. Outra vantagem do acordo foi a utilização dos vapores da linha do Rio da Prata, que eram melhores do que os destinados ao Brasil, na rota para o Rio de Janeiro. Uma terceira vantagem foi a exclusão dos imigrantes do Sul da Itália, exclusão esta que não existia nos outros estados brasileiros. Isso se mostrou vantajoso, pois os meridionais não se adaptavam bem ao trabalho agrícola.
O fator mais importante consistia na liberdade de ação do serviço, com expedições feitas em datas fixadas, por meio de linhas regularmente estabelecidas e não ao acaso da carga existente. Os resultados foram animadores: em 1895, foram introduzidos 5.507 italianos em Minas. Com a mudança de orientação, em 1896 esse número saltou para 17.441. Entre 1894 e 1901, 75 vapores, num total de 213 viagens, transportaram para Minas 47.096 italianos. Porém, a existência da Superintendência foi rápida: o governo mineiro, entrando num processo de retração financeira, se viu obrigado a encerrar as atividades, em 1898.

## Os núcleos coloniais
As colônias agrícolas formadas por italianos não tiveram grande relevância no contexto imigratório de Minas Gerais, ao contrário do que ocorreu nos estados sulinos. Em 1898, a colônia de Caxias do Sul, no Rio Grande do Sul, contava, sozinha, com a expressiva população de 25 mil pessoas, quase todos italianos. Por outro lado, em 1900, em todo o estado de Minas Gerais as colônias abrigavam apenas 2 882 pessoas. Os núcleos coloniais eram áreas agrícolas nas quais os imigrantes viviam como pequenos proprietários. Esses núcleos apenas prosperaram nas regiões onde não havia plantações de café, como nos estados do Sul e mesmo no vizinho estado do Espírito Santo. Nas regiões cafeeiras, como São Paulo e Minas, as terras disponíveis à colonização eram marginais e escassas e o fluxo migratório era preferencialmente destinado às plantações de café, uma vez que os cafeicultores, que detinham grande poder político e econômico na República Velha, faziam pressão para que o governo fornecesse grande número de trabalhadores para as suas propriedades.
Em 1894, existiam quatro núcleos coloniais mantidos pelo estado em Minas, nos quais viviam 1 920 indivíduos, sendo 1 360 estrangeiros, além de um núcleo particular, o Ferreira Alves, em São João Nepomuceno, que contava com 250 pessoas. A Lei nº 150 de 1896 autorizou a criação de seis novos núcleos, o que permitiu a demarcação de lotes no subúrbio da capital. As colônias visavam a fixação do imigrante ao solo e também, em Belo Horizonte, visavam dar um destino final para a parcela da mão de obra italiana que foi atraída para construir a capital, no período de 1895-1897. Em 1900, os núcleos estavam "em franca prosperidade", e abarcavam uma população de 2 882 indivíduos. Em 1902, existiam oito núcleos coloniais no estado, sendo cinco em Belo Horizonte.
A partir do final do século XIX a corrente imigratória italiana no estado, que antes ia maciçamente para as fazendas de café, passou a ser desviada para os núcleos coloniais. Em 1912 o número de colônias em Minas havia crescido para doze, nas quais viviam 4 725 indivíduos. Ademais, havia dois núcleos federais com 1 487 pessoas, totalizando 6 612 colonos. Nesse ano, o governo mineiro anunciou que havia feito um contrato visando a vinda de 4 mil famílias de agricultores, de diferentes nacionalidades europeias.
As colônias em Minas não eram formadas apenas por estrangeiros, sendo bastante significativa a presença de brasileiros nelas. Embora, em alguns casos, houvesse a preponderância numérica de imigrantes, nunca houve a formação de colônias fechadas, pois nenhuma era constituída exclusivamente por estrangeiros.
Em 1898, existiam quatro núcleos coloniais povoados por italianos em Minas Gerais mantidos pelo Estado: Rodrigo Silva, nas proximidades de Barbacena; Maria Custódia, no município de Sabará; Barreiros, nas proximidades de Belo Horizonte; e a Várzea do Marçal, nas proximidades de São João del-Rei. A situação dos italianos estabelecidos em Barbacena era péssima, conforme publicado pelo jornal italiano "Il Resto del Carlino", em fevereiro de 1889:
"Ficamos sabendo de muitas cartas enviadas por imigrantes de nossa província que agora se encontram em Barbacena (Brasil) a parentes e amigos nas quais é dito que se encontram nas condições mais miseráveis que se pode imaginar, nem há esperança de melhora."
No Sul do Brasil, muitas colônias italianas deram origem a cidades. Em Minas, esse fenômeno não aconteceu, pois as colônias foram edificadas normalmente perto de centros consumidores. Com o crescimento das cidades ao redor, as colônias acabaram sendo absorvidas e seus moradores incorporados nas populações urbanas. Foi o que ocorreu em Belo Horizonte, onde as colônias foram completamente absorvidas pela área urbana, dando origem a novos bairros como Carlos Prates, Lagoinha, Horto, Santa Efigênia, entre outros.

### Em Belo Horizonte
A presença de italianos em Belo Horizonte remonta ao início da construção da capital. O engenheiro chefe da Comissão Construtora da Nova Capital, Francisco Bicalho, juntamente com o governo do estado, impulsionou a vinda de imigrantes para Belo Horizonte, a partir de 1895. A construção da cidade demandou um exército de operários para a edificação da infraestrutura e dos edifícios públicos e a imigração foi o recurso utilizado por Bicalho para sanar o problema da mão de obra. Uma hospedaria de imigrantes foi erguida às margens do ribeirão Arrudas para receber os trabalhadores. Entre janeiro de 1896 e maio de 1897, passaram pela hospedaria 1.543 indivíduos. Os imigrantes vinham diretamente da Itália ou eram aliciados na Hospedaria Horta Barbosa, de Juiz de Fora.

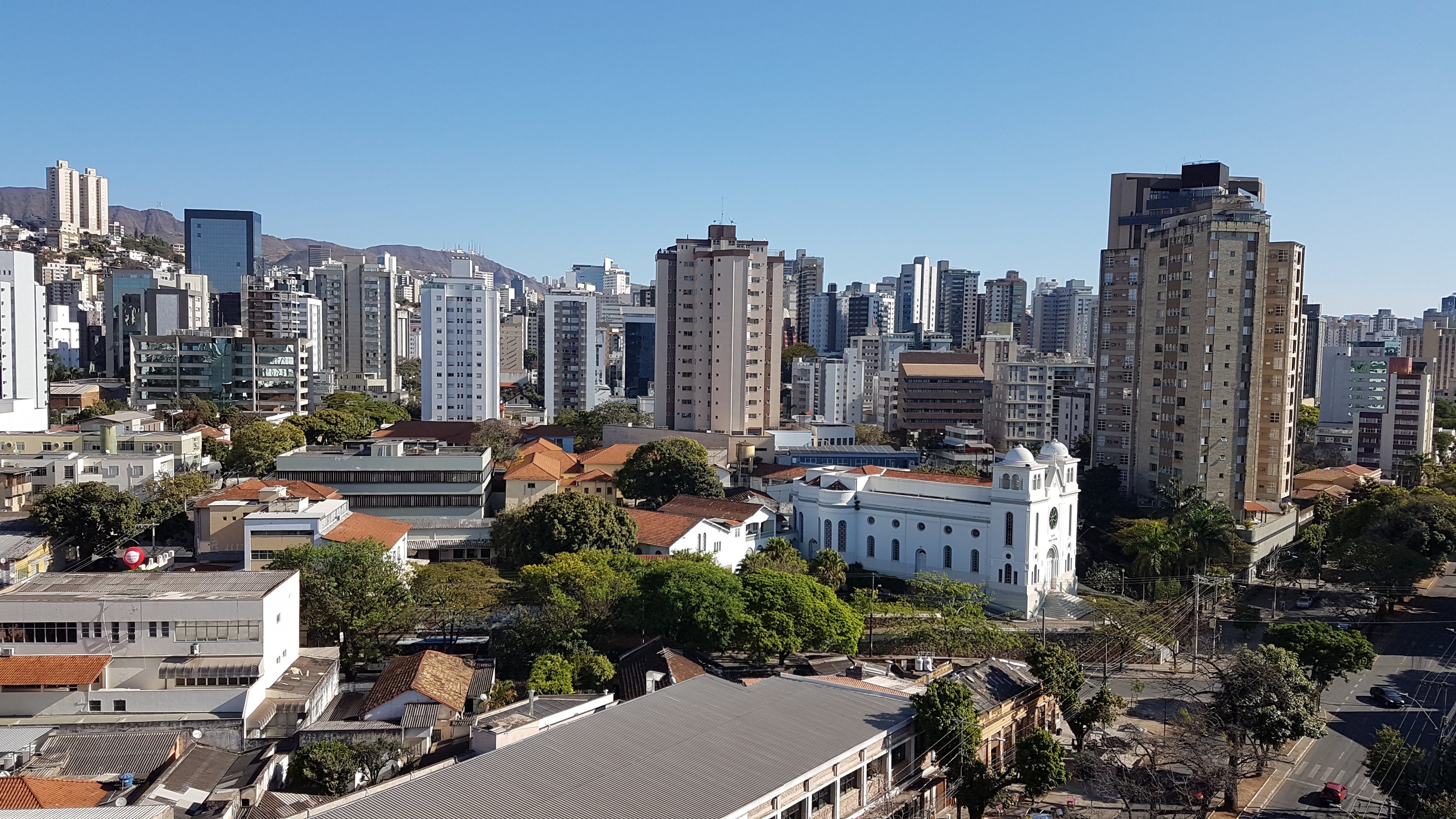
Em Belo Horizonte, as antigas colônias agrícolas italianas foram incorporadas à cidade como bairros. Hoje, resta pouco ou nada do passado italiano. Na foto, o bairro de Santa Efigênia atualmente.

A imigração italiana para a capital inicia-se com a atração de operários italianos para a sua construção e, depois, continua com a formação da zona colonial composta por cinco colônias ao redor da cidade. Essas colônias formavam o "cinturão verde" para o abastecimento do município, como previsto na Comissão Construtora da Nova Capital. As colônias serviam como forma de povoamento do entorno da capital, como solução para o seu abastecimento e como forma de diversificação da economia. A primeira colônia, Barreiro, foi criada em 1895, mas não vingou e foi abolida em 1899. Outras duas colônias foram criadas em 1896 e implantadas em 1898, sendo Carlos Prates e Córrego da Mata (depois denominada Américo Werneck). As outras três foram criadas em 1899, sendo Afonso Pena, Bias Fortes e Adalberto Ferraz.
A população da zona colonial, que em 1900 contava com 1.137 pessoas, entre brasileiros e imigrantes (sobretudo italianos), se reduziu pela metade em 1904 (625 pessoas), voltando a crescer e atingindo a população de 1.162 indivíduos em 1910. Formavam uma parte significativa da população de Belo Horizonte, haja vista que em 1900 viviam na capital 13 mil pessoas, 17 mil em 1905 e 40 mil em 1912. Assim, a porcentagem da população da zona colonial na capital variou de 8% de todos os habitantes da cidade, em 1900, a 4%, em 1905. Os italianos sempre estiveram como o grupo imigrante mais numeroso em Belo Horizonte. Em 1905, 75% dos estrangeiros na cidade eram dessa nacionalidade e, em 1920, 61%. Portugueses e espanhóis vinham a seguir. É relevante destacar que a nacionalidade mais presente nas colônias foi a brasileira: em 1903, os nacionais compunham 47,5% dos habitantes da zona colonial e, em 1910, 45%. A seguir, vinham os italianos: 37,2% em 1903 e 39,4% em 1910.
Em 1905, 13,8% da população de Belo Horizonte era composta por estrangeiros, sendo que 4% da população total do município se encontrava na zona colonial. Isso mostra que grande parte da população imigrante da capital vivia fora das colônias. A partir dessa data, a população imigrante passou a declinar, pois o fluxo de estrangeiros em Minas foi curto e menos significativo que em outros estados brasileiros. Assim, em 1920, os imigrantes já haviam se reduzido para 8,1% dos habitantes da capital, num total de 4,5 mil indivíduos.

## Fazendas de café

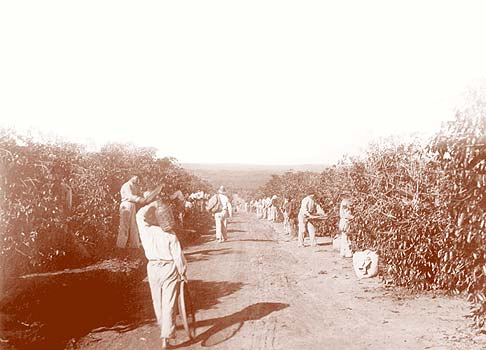
A maioria dos italianos foi para Minas Gerais para trabalhar em fazendas de café.

Dos 77.483 imigrantes italianos estabelecidos em Minas entre 1872 e 1930, cerca de 80% foram trabalhar nas
fazendas de café da Zona da Mata e um terço desse total teria se estabelecido no Sul de Minas. A partir de 1887, por pressão dos fazendeiros, o governo mineiro passou a incentivar a imigração italiana devido à questão da mão de obra. O estado bancava a passagem dos imigrantes de navio, mas, após a chegada ao Brasil, eles tinham que reembolsar dois terços da passagem e os próprios fazendeiros eram movidos a contribuir. Essa situação era pouco atrativa para os imigrantes e Minas não conseguia concorrer com o vizinho estado de São Paulo, que pagava o valor integral. Portanto, em 1893, o próprio estado de Minas passou a ficar encarregado de pagar a passagem integral de navio e, a partir de então, verifica-se um enorme crescimento do fluxo migratório para o estado. Contratos com particulares foram estipulados para garantir um fluxo contínuo de imigrantes. Em 1894, foi criada a Superintendência de Emigração na Europa, escritório este que tinha o objetivo de fazer propaganda na Itália para atrair imigrantes ao estado. A emigração em massa para Minas, porém, durou apenas até 1897, pois dificuldades financeiras obrigaram o estado a suspender a emigração subvencionada. A partir de então, a entrada de italianos caiu drasticamente e os poucos que ainda entravam eram na maior parte atraídos por parentes já fixados no estado.
Os italianos destinados a Minas normalmente desembarcavam no porto de Santos ou do Rio de Janeiro, e, de lá, deslocavam-se para a Hospedaria Horta Barbosa, em Juiz de Fora. Na Hospedaria, os imigrantes ficavam alojados por alguns dias e recebiam a visita de fazendeiros ou de seus representantes, que os ofereciam propostas de trabalho. A escolha dos imigrantes e das suas famílias era feita com os mesmos critérios com que antes se escolhiam os escravos, dando preferência aos que pareciam mais fortes e aptos ao trabalho. Famílias com mulheres grávidas ou com crianças pequenas demais para trabalhar eram menos valorizadas. As negociações contratuais eram intermediadas por intérpretes que faziam a tradução entre português e italiano. Nesse momento, muitos imigrantes eram enganados. Os intérpretes, mancomunados com os fazendeiros, prometiam ótimo tratamento, bons salários e convenciam os imigrantes a ir para fazendas distantes e impermeáveis e a firmar um contrato de trabalho cujas cláusulas nem sempre eram claras. Conforme observou um italiano, "Desses contratos depende todo o futuro de uma família e é bem doloroso dizer, ninguém assiste o colono, ninguém o aconselha a aceitar esse ou aquele contrato, a escolher esse ou aquele patrão".
Em Minas Gerais, muitos italianos começaram trabalhando na colheita, no ensacamento e no transporte do café e, gradativamente, passaram à sua produção. Em Minas, predominou o sistema de meação pago em dinheiro. Segundo esse sistema, o imigrante ficava com metade do valor da produção, mas descontadas todas as despesas com beneficiamento, transporte, comissão de vendas e impostos. O fazendeiro pagava o salário do imigrante geralmente pela execução das tarefas relacionadas à formação do cafezal: derrubada da mata, queima, covagem e plantação. A meação, contudo, não era muito conveniente ao imigrante, porquanto o rendimento monetário era baixo e ele só era recebido após a venda da colheita, descontadas todas as despesas. Esse sistema limitava a mobilidade econômica e social do imigrante. Em São Paulo, por sua vez, predominou o sistema de colonato, que assegurava ao imigrante maior autonomia financeira e mobilidade, pois permitia o cultivo de gêneros alimentícios entre os próprios pés de café. Em consequência, a família não precisava dividir-se entre o cultivo do cafezal e o de alimentos, o que elevava a sua produtividade e os ganhos que obtinham tanto nos cafezais, quanto nas lavouras de alimentos. Portanto, era mais vantajoso imigrar para São Paulo do que para Minas. De acordo com o censo de 1920, o salário médio diário do trabalhador de enxada do sexo masculino, em Minas, era de 2$704, sem alimentação fornecida pelo proprietário, e de 1$833, com alimentação. Em São Paulo, o salário médio era de 3$944 e 2$814, respectivamente.
As condições de trabalho nas fazendas brasileiras eram, em geral, muito más, conforme descrito no início do século XX, nos "Bollettini dell'Emigrazione":
"As condições morais de vida continuam a ser tristes e ainda piores quanto mais se vai para o interior [...] o trabalho assalariado conservou um conjunto de usos que ainda remontam ao tempo da escravidão e que é difícil de fazer desaparecer. [...] O fazendeiro acha natural a proibição feita ao colono de sair sem permissão da fazenda, ou de receber conhecidos, tocar o sino de manhã para acordar e de noite para impor o silêncio. Eles acreditam que isso é necessário por razões de disciplina no sistema da fazenda, mas se trata de usos os quais constituem tais restrições à liberdade individual que o sacrifício de se submeter a eles está longe de ser compensado pelos baixos ganhos".
O imigrante era como um prisioneiro do patrão e dos administradores da fazenda, sendo controlado pelos capangas, privado de qualquer autonomia e submetido a um ritmo pesadíssimo de trabalho, de "sol a sol", com uma breve pausa para comer. Alguns imigrantes até apanhavam de chicote dos capangas da fazenda, um resquício da escravidão. Certos serviços, como a semeadura, para a qual era preciso preparar o terreno para o cafezal, fazendo o desmatamento, a limpeza e escavação a fundo, exigiam uma grande resistência física, ainda mais difíceis sob o Sol quente. Essas condições agravavam-se nas fazendas distantes dos centros habitados e das ferrovias. Ali, o imigrante tinha que fazer compras no armazém gerido pelo próprio fazendeiro, onde os produtos eram mais caros e frequentemente estragados. Os ganhos salariais eram pequenos e muitas vezes apenas davam para comer, não sendo possível fazer uma poupança, que era o objetivo dos imigrantes quando saíam da Itália. A situação piorou muito com a queda do preço do café no mercado internacional, sobretudo após 1896. Em outubro de 1890, o jornal italiano "Il Resto del Carlino" publicou:
"Continuamos a receber do Brasil comunicações oficiais dos cônsules e cartas privadas de imigrantes que concordam em revelar a condição de miséria em que estão nossos compatriotas[...] Muitos operários das nossas províncias que lá se encontram estão na mais esquálida miséria, e escrevem aos parentes pedindo que lhes enviem o dinheiro necessário para se repatriarem".
O arrependimento de ter imigrado para o Brasil era comum entre os italianos, pois as péssimas condições no novo país não eram o que esperavam encontrar ao deixarem a Itália; porém muitos deles não tinham dinheiro para retornar, e buscavam auxílio no Consulado ou enviavam cartas pedindo ajuda para parentes e amigos na terra de origem. Uma dessas cartas sobreviveu ao tempo e foi divulgada em 2010, pela historiadora italiana Lorenza Servetti: em janeiro de 1891, o italiano Luigi Franceschi, há poucos meses estabelecido junto com a esposa e cinco filhos pequenos na fazenda de um certo "doutor Iderado", em Ouro Fino, no sul de Minas, implorou, numa carta ao pároco de Budrio, que os ajudasse a ir embora "destas terras estrangeiras, onde somos trucidados por toda sorte de insetos". Na carta, o imigrante informa que veio para o Brasil com o sonho de "poder acumular em poucos anos um pouco de dinheiro e depois voltar para a Itália", mas salienta que isso era impossível, porque "pelos rendimentos que se faz, mesmo se Deus quisesse, muitos anos vão se passar até que eu possa retornar com a minha família para a pátria". Em outro trecho da carta, Luigi Franceschi suplica ajuda ao padre italiano:
"Por isso dirijo-me a sua senhoria e por caridade lhe suplico pelas vísceras de Jesus e Maria que favoreça a mim e à minha pobre família não só pelo corpo mas antes de tudo pela alma porque estamos longe da Igreja, padres e do médico. Mesmo se quiséssemos nos confessar, precisamos de 30 liras, para batizar ₤ 15, para uma única consulta ao médico ₤ 62,50. [...] Creio que sua dignidade fará tal favor para que eu possa retornar, acolhendo-me como o pai fez com o filho pródigo. Encerro cumprimentando-o e lhe imploro por caridade que não me abandone e que possa prematuramente me tirar desta Sibéria pois minha mulher e meus filhos choram o abandono de nossas praias, aliás se houver famílias de Vedrana que estejam dispostas a vir para o Brasil, permaneçam em casa que não vão se arrepender".
Por outro lado, os imigrantes que tinham a sorte de serem contratados por um fazendeiro mais benevolente e em áreas mais produtivas conseguiam fazer sua poupança, para comprar um pedaço de terra para a família ou retornar para a Itália com algum dinheiro. Conseguir fazer poupança trabalhando nas fazendas de café dependia de diversas variáveis, como o preço do café no mercado internacional; a inflação interna; o tamanho da família (quanto mais braços, especialmente masculinos, maiores as chances); a produtividade da terra; a existência de mercado próximo para a venda do excedente; a obtenção da remuneração em dia; estar livre de multas; não precisar gastar com médicos e remédios etc.
 
Não existe consenso na literatura acerca da possibilidade de os italianos terem conseguido fazer poupança trabalhando nas fazendas de café. A antropóloga Verena Stolcke divide os autores que trataram do tema em dois grupos: os pessimistas e os otimistas. Os pessimistas defendem a tese de que era praticamente impossível juntar dinheiro como colono, e os imigrantes abandonavam as fazendas devido às condições de exploração, miserabilidade e impossibilidade de reunirem o suficiente para a compra da terra, negando ou minimizando as suas conquistas. Por sua vez, os otimistas apregoam que as condições de trabalho não eram tão ruins e que era possível acumular pecúlio. Porém, esses estudos são centrados no estado de São Paulo, onde predominaram os sistemas de alocação de serviços e de colonato. Em Minas Gerais, predominou o sistema de meação ou de parceria, que, segundo a literatura, era um sistema muito pior que o colonato e que realmente dificultava ao imigrante a possibilidade de juntar dinheiro. 

### Perfil do imigrado em Minas
O perfil do imigrante italiano não se diferiu muito do "modelo paulista". Houve um predomínio da imigração subsidiada para a lavoura, principalmente a cafeeira, presença majoritária de indivíduos que chegavam em famílias, provenientes de zonas rurais italianas, com destino sobretudo para fazendas de particulares e, minoritariamente, para núcleos coloniais.
O imigrante italiano normalmente vinha para Minas Gerais acompanhado de sua família (com uma média de 3 a 7 pessoas). Houve um ligeiro predomínio de homens e de pessoas solteiras (55,1%), seguidas por casadas (43,3%).

## A imigração para os centros urbanos
A imigração espontânea de italianos para Minas Gerais antecedeu a subvencionada. Cerca de 2.000 imigrantes oriundos do sul da Itália foram para Minas Gerais, entre 1860 e 1887. Eles eram, na sua maioria, artesãos – sapateiros, serralheiros, carpinteiros, mestres de obras e pequenos comerciantes – que se instalaram nos centros urbanos. Mesmo depois que se iniciou a imigração subsidiada para o trabalho agrícola, a partir de 1888, alguns italianos continuaram indo diretamente para os centros urbanos. Define-se como imigrante espontâneo aquele que veio para o Brasil pagando sua própria passagem de navio, sem depender de auxílio do governo brasileiro. O imigrante espontâneo normalmente se instalava nos centros urbanos. Dos cerca de 77.000 italianos que imigraram para Minas Gerais entre 1872 e 1930, em torno de 6.000 foram diretamente para as cidades.
O perfil dos imigrantes espontâneos era muito diferente daquele dos subsidiados. Os imigrantes subsidiados - cujo deslocamento de navio era pago pelo governo brasileiro - eram, em sua maioria, pobres e analfabetos, oriundos de zonas rurais do Norte da Itália, e cujos destinos foram as fazendas de café ou as colônias agrícolas. Por sua vez, os imigrantes espontâneos eram, em grande parte, pequenos proprietários e artesãos, oriundos do Sul e do Centro da Itália, que tinham algum grau de instrução e possuíam habilidades específicas (sapateiros, funileiros, ourives e pintores). Não se tratava de italianos que imigravam fugindo da miséria, mas de indivíduos que chegavam ao Brasil com algum recurso, montavam suas casas comerciais, oficinas e pequenas fábricas, nos centros urbanos. Porém, esse não foi o perfil do imigrante italiano em Minas, onde predominou a imigração subsidiada e rural, ao contrário do que ocorreu, por exemplo, no Rio de Janeiro, onde predominou a imigração italiana espontânea e urbana.
Embora cerca de 80% dos italianos que migraram para Minas foram primeiramente trabalhar nas fazendas de café, com o passar dos anos, muitos deles foram migrando para os centros urbanos. O sistema de meação que predominou nas fazendas de café de Minas era pouco rentável para os imigrantes. Para piorar, muitos italianos enfrentavam maus tratos, o não cumprimento do contrato e outras formas de violências perpetradas pelos fazendeiros. Em 1913, autoridades diplomáticas italianas estimaram que mais de 30% dos italianos residentes em Minas Gerais já estavam morando em cidades ou vilarejos, exercendo atividades predominantemente comerciais (gêneros alimentícios, tecidos) ou trabalhando no artesanato, na indústria ou na construção civil.
Em 1920, cerca de 30 mil imigrantes italianos ainda permaneciam trabalhando como assalariados e meeiros nas fazendas de café mineiras, mas muitos já estavam nos centros urbanos. Em 1890, 13.039 imigrantes italianos residiam nas treze maiores cidades mineiras do interior. Em 1920, o censo registrou 23.669 italianos residentes nesses mesmos núcleos urbanos, representando um aumento de 55%, em 30 anos.
A importância dos imigrantes na fase inicial da industrialização brasileira pode ser explicada pelo fato de que alguns deles já traziam alguma experiência em atividades dessa natureza da sua terra natal. Ademais, eles traziam uma arraigada cultura do trabalho. Em Minas, a presença de imigrantes italianos foi particularmente forte no setor mecânico.  Em Juiz de Fora, por exemplo, os imigrantes forneciam a mão de obra qualificada, o que deu origem às primeiras manufaturas, na criação de casas comerciais e oficinas, bem como na criação de um mercado de mão de obra.

## Origens e destinos

### Regiões de origem
A emigração italiana para o Brasil incluiu pessoas de diversas regiões da Itália, o mesmo se deu em Minas Gerais. Analisando os imigrantes que chegaram a Leopoldina, na zona da mata mineira, verificou-se que vieram de catorze regiões diferentes da Itália: Lombardia, Friul-Veneza Júlia, Vêneto, Piemonte, Emília-Romanha, Toscana, Úmbria, Marcas, Abruzos, Campânia, Basilicata, Calábria, Sicília e Sardenha.
A região de origem do imigrante italiano tinha relevância no contexto emigratório. Com raras exceções, o fazendeiro mineiro não gostava de receber pessoas do Sul da Itália, porque, em sua maioria, não eram agricultores. Os italianos vindos do Sul eram, em grande parte, operários e, embora tenham tido importância na construção da nova Capital, Belo Horizonte, não serviam bem para o trabalho agrícola. Além disso, os italianos meridionais gozavam de certa má fama entre os fazendeiros do Brasil, pois eram considerados agressivos demais. Assim, a presença de elementos da Itália Meridional não era desejável, sendo os italianos do Norte, agricultores, os mais requisitados.
Porém, no período em que os contratos de introdução de imigrantes eram realizados no Brasil, havia pouco empenho dos contratantes na escolha dos imigrantes, visto que eram pagos pela quantidade de pessoas que traziam e não pela sua qualidade. Em consequência, os agentes e subagentes de emigração, interessados apenas no maior número possível de imigrantes, continuavam a lotar os navios com imigrantes do Sul da Itália. Todavia, com o estabelecimento da Superintendência, o governo mineiro passou a recrutar imigrantes diretamente na Itália e suspendeu a participação dos sulistas. Desta forma, apenas imigrantes da Itália Setentrional passaram a ser direcionados para o estado. Esta regra, porém, foi flexibilizada a partir de 1894, com a abertura exclusiva da imigração da Sardenha para Minas. Além de bons agricultores, os sardos não possuíam ligações de parentesco e amizade em outros estados do Brasil, fato que coibia o seu abandono do território mineiro. Dentre esses imigrantes sardos estão os avós maternos da atriz Fernanda Montenegro, Pietrino Nieddu e Maria Pinna, cujas famílias foram trabalhar numa fazenda de café do Barão de São Geraldo no município de Além Paraíba.
Com base numa pesquisa que analisou as 183 personalidades italianas que dão nome a ruas e logradouros de Belo Horizonte, achou-se que 18,03% eram originários do Vêneto; Emilia-Romagna, Lácio e Lombardia tiveram 11,48% cada, Campânia e Toscana com 10,38% cada, Calábria com 9,29%, Piemonte com 7,65%, Trentino com 2,18%, Abruzos, Marcas e Sicília com 1,64% cada, Basilicata e Apúlia com 1,09% cada e Sardenha com 0,55%. Os dados mostram a grande diversidade das origens dos imigrantes italianos em Minas Gerais embora, como na maior parte do Brasil, o Vêneto despontou como a região com maior presença.
| Províncias de origem dos imigrantes entrados em São João del-Rei (1888) | Províncias de origem dos imigrantes entrados em São João del-Rei (1888) |
| ----------------------------------------------------------------------- | ----------------------------------------------------------------------- |
| Província                                                               | Quantidade                                                              |
| Bolonha (Emília-Romanha)                                                | 203                                                                     |
| Ferrara (Emília-Romanha)                                                | 200                                                                     |
| Verona (Vêneto)                                                         | 126                                                                     |
| Rovigo (Vêneto)                                                         | 16                                                                      |
| Ravenna (Emília-Romanha)                                                | 12                                                                      |
| Mântua (Lombardia)                                                      | 12                                                                      |
| Vincenza (Vêneto)                                                       | 8                                                                       |
| Veneza (Vêneto)                                                         | 7                                                                       |
| Cosenza (Calábria)                                                      | 5                                                                       |
| Total                                                                   | 639                                                                     |

Os dados sobre as províncias de origem dos imigrantes que chegaram ao município de São João del-Rei, no ano de 1888, mostram que praticamente todos eram originários do Norte da Itália, especialmente das províncias de Bolonha, Ferrara e Verona. Dos 639 imigrantes entrados naquele ano, 415 eram procedentes da região da Emília-Romanha, ou seja, 65% do total. O resto provinha sobretudo da região do Vêneto e alguns poucos da Lombardia e da Calábria. Devido à supremacia de emilianos, mais tarde o núcleo colonial passou a ser conhecido como "colônia Bolonha - Ferrara".
Grande parte dos imigrantes italianos em Minas Gerais vieram da região da Emília-Romanha. No final do século XIX, essa região enfrentava uma grave crise financeira, com alta taxa de desocupação no meio rural. Muitos braccianti, como eram chamados os camponeses sem terra que tinham que trabalhar em propriedades de terceiros, ficaram sem trabalho e passaram a viver de doações do governo. É neste momento que os estados de São Paulo e de Minas Gerais entraram em ação, fazendo uma agressiva propaganda na região, visando persuadir esses camponeses destituídos de posses a imigrarem para o Brasil e aumentarem os braços para as lavouras de café. Em algumas regiões da província de Bolonha, Minas Gerais conseguiu até ultrapassar São Paulo e atraiu mais imigrantes, como da região do Valle dell'Idice. A passagem de navio gratuita e as promessas de ganharem salário três vezes maior do que na Itália e de poderem se tornar proprietários de terra serviam como atrativo para as pessoas da região.
Os que imigravam eram sobretudo os trabalhadores agrícolas, na maior parte analfabetos, seguidos de pedreiros e artesãos. Eram sobretudo homens de idades entre 16 e 50 anos, enquanto a presença de mulheres sozinhas era muito rara, sendo que estas imigravam em núcleos familiares, normalmente acompanhadas do esposo e dos filhos.
A região italiana que destinou seu fluxo migratório preferencialmente para Minas Gerais foi a ilha da Sardenha. Esta região contribuiu muito pouco com a imigração para o Brasil, com a exceção dos anos de 1896 e 1897, quando saíram da ilha em direção ao Brasil 5.200 pessoas. Isto ocorreu após agentes de imigração terem percorrido sistematicamente a região, uma vez que aumentavam as denúncias contra a emigração subsidiada no continente e o isolamento da ilha contribuía com o menor conhecimento dessas denúncias, facilitando o aliciamento de imigrantes. Os sardos foram encaminhados sobretudo para Minas, mas poucos fincaram raízes no estado, pois a maioria regressou para a Itália em dois anos.
| Imigração italiana para o Brasil (1876-1920) | Imigração italiana para o Brasil (1876-1920) | Imigração italiana para o Brasil (1876-1920) | Imigração italiana para o Brasil (1876-1920) | Imigração italiana para o Brasil (1876-1920) |
| Região de Origem                             | Número de Imigrantes                         |                                              | Região de Origem                             | Número de Imigrantes                         |
| -------------------------------------------- | -------------------------------------------- | -------------------------------------------- | -------------------------------------------- | -------------------------------------------- |
| Vêneto                                       | 365.710                                      | Sicília                                      | 44.390                                       |                                              |
| Campânia                                     | 166.080                                      | Piemonte                                     | 40.336                                       |                                              |
| Calábria                                     | 113.155                                      | Puglia                                       | 34.833                                       |                                              |
| Lombardia                                    | 105.973                                      | Marche                                       | 25.074                                       |                                              |
| Abruzzo-Molise                               | 93.020                                       | Lácio                                        | 15.982                                       |                                              |
| Toscana                                      | 81.056                                       | Úmbria                                       | 11.818                                       |                                              |
| Emília-Romanha                               | 59.877                                       | Ligúria                                      | 9.328                                        |                                              |
| Basilicata                                   | 52.888                                       | Sardenha                                     | 6.113                                        |                                              |
| Total : 1.243.633                            |                                              |                                              |                                              |                                              |

### Regiões de destino
Em Minas Gerais, a distribuição dos imigrantes foi muito concentrada. Os estrangeiros se fixaram quase que exclusivamente na parte Sul do estado, na Zona da Mata e na capital e arredores. O Sul de Minas, pelo menos até a Primeira República, poderia ser considerado um enclave paulista. As ligações entre as cidades menores do sul mineiro com municípios de São Paulo eram intensas, podendo considerá-las parte da rede paulista de militância política. A Zona da Mata também era muito parecida com o estado de São Paulo nos planos social e econômico, embora suas relações fossem mais fortes com o estado do Rio de Janeiro e com a Capital Federal. Já a capital, Belo Horizonte, configurava um centro em expansão, onde a presença de trabalhadores italianos foi fundamental para a sua construção.

No censo de 1920, 67% dos imigrantes italianos em Minas estavam na Zona da Mata.

As relações entre as várias comunidades italianas que se espalharam por essas três regiões mineiras eram muito frágeis. Essas comunidades estavam mais voltadas para o centro paulista, reforçando a ideia da construção de uma linha étnica italiana. A área central era o estado de São Paulo, sendo que diversas regiões ou centros satélites a ele estavam ligados, sendo que o Sul de Minas poderia ser efetivamente considerado como parte integral da própria área paulista.
Porém, a experiência italiana em Minas se diferiu da paulista no aspecto de que, na primeira, os imigrantes mais rapidamente abandonaram o meio rural e partiram para os centros urbanos. Enquanto que em São Paulo havia a presença de outras nacionalidades imigrantes, essas eram praticamente ausentes em Minas pois, no meio urbano, os estrangeiros eram maciçamente italianos, não havendo qualquer tipo de competição com outros imigrantes, o que deve ter favorecido a sua integração.
Em Minas, a configuração dos centros urbanos era mais modesta e a própria dinâmica imigratória contribuiu para que os imigrantes italianos estivessem mais bem representados entre os trabalhadores urbanos mais qualificados, diferente de São Paulo, onde a maioria dos italianos integrava a parcela de trabalhadores desqualificados.
De acordo com o censo de 1920, dos 42.943 italianos residentes em Minas Gerais, 67% estavam na Zona da Mata, e Juiz de Fora tinha a maior população, com 6.084 italianos, seguida de Ubá, Cataguases, Muriaé, Leopoldina, Mar de Espanha, São João Nepomuceno e Viçosa. O Sul de Minas era a segunda região com maior número de italianos (4.935), sendo a maior concentração em Poços de Caldas, com 2.017, seguida de São Sebastião do Paraíso e Varginha. A terceira região em número de italianos era a Metalúrgica ou central, e as maiores concentrações estavam em Barbacena, São João del-Rei e Belo Horizonte. 

## Identidade étnica

### Casamentos e endogamia
Os dados sobre casamentos de italianos em Belo Horizonte mostram que, inicialmente, eram altos os níveis de endogamia dessa comunidade, com uma alta tendência de italianos casarem entre si. No final do século XIX e no início do XX, 74% dos noivos e 95% das noivas casavam com pessoas nascidas na Itália. Essa tendência, porém, foi se dissipando com o decorrer dos anos. Duas décadas depois, apenas 20% dos noivos e 62% das noivas se casavam com compatriotas. Os dados mostram que, desde o início, a comunidade italiana em Belo Horizonte estava relativamente aberta a casamentos com brasileiros ou com imigrantes não italianos, tendência esta que foi se alargando com o decorrer dos anos. O ambiente urbano contribuía para isso, pois nas cidades os imigrantes estavam menos propensos a se fecharem dentro do seu grupo étnico. Ademais, a chegada de novos imigrantes cai drasticamente logo no início do século XX, diminuindo as oportunidades de casamento com outros italianos, o que também contribuiu para a menor incidência de prática de endogamia.

### Assimilação do italiano na sociedade mineira
A diversidade nas origens geográficas dos imigrantes refletia-se na própria identidade étnica que eles tinham. Não se pode falar de um grupo étnico italiano no Brasil no início da imigração, pois a Itália era um Estado recém-unificado. A Itália, enquanto Estado nacional, apenas se unificou em 1870. Antes disso, a Península Itálica era um amontoado de pequenos Estados independentes ou dominados por potências estrangeiras. Os próprios imigrantes, assim que chegavam ao Brasil, tendiam a se identificar mais como pessoas oriundas de uma certa região italiana do que como sendo italianos. Os camponeses e outros extratos inferiores da sociedade italiana (que compunham o grosso dos imigrantes) pouco participaram do processo de unificação do País em finais do século XIX, e a sua consciência de grupo não ia além da área em que viviam. Eram "vênetos", "calabreses", "sicilianos" ou "lombardos", antes de serem "italianos".
Os brasileiros, porém, desconheciam essas diferenças regionais na Itália e não faziam distinções entre os italianos. Portanto, quando chegavam ao Brasil, os imigrantes ainda tendiam a se identificar como pertencentes a um grupo regional da Península Itálica, porém, através do contato com brasileiros, que não distinguiam esses grupos e tratavam todos como sendo apenas italianos, a identidade regional foi enfraquecendo, sendo substituída por uma identidade nacional italiana.
A assimilação do imigrante italiano ocorreu de maneira natural, rápida e massiva. Associações italianas foram criadas em Minas, porém elas tinham poucos membros. Em 1908, havia somente 1.442 sócios nas vinte e quatro associações italianas em Minas. Esse baixo número pode ser explicado pelo alto grau de assimilação, a ausência de uma identidade italiana definida, as altas mensalidades e a falta de tempo e de interesse dos imigrantes em participar. Naquela época, muitos italianos nem sabiam falar o idioma italiano padrão, mas apenas dialetos regionais, muitos dos quais incompreensíveis entre si. Em decorrência, uma vez no Brasil, era mais fácil (e útil) aprender o português do que se dedicar ao aprendizado do italiano. Isso também explica a curta duração dos jornais da comunidade italiana, pois muitos dos imigrantes eram analfabetos ou não dominavam o italiano padrão.
Em Minas Gerais, não ocorreu a formação de colônias italianas fechadas. Os imigrantes não se isolaram dos brasileiros, como aconteceu em alguns locais da região Sul do Brasil, onde tenderam a conservar a língua e os costumes do país de origem. Em Minas, os italianos acabaram assimilando a cultura brasileira, de forma geral, e a mineira, em particular. Conforme Norma de Góes Monteiro, "A primeira geração, os filhos nascidos em Minas, já não se distinguem em nada dos que são da terra e filhos e netos de mineiros". 
Atualmente, os mineiros descendentes de italianos já não carregam, além do sobrenome, quaisquer características que os identifiquem particularmente com a Itália, a despeito de alguns indivíduos ainda conservarem, no ambiente familiar, certos costumes e valores que são rememorados e celebrados como culto aos antepassados, além de que alguns adquiriram a cidadania italiana, com base no princípio do jus sanguinis.